# Handwerkskammer Trier
Koordinaten: 49° 46′ 31,5″ N, 6° 40′ 51,5″ O

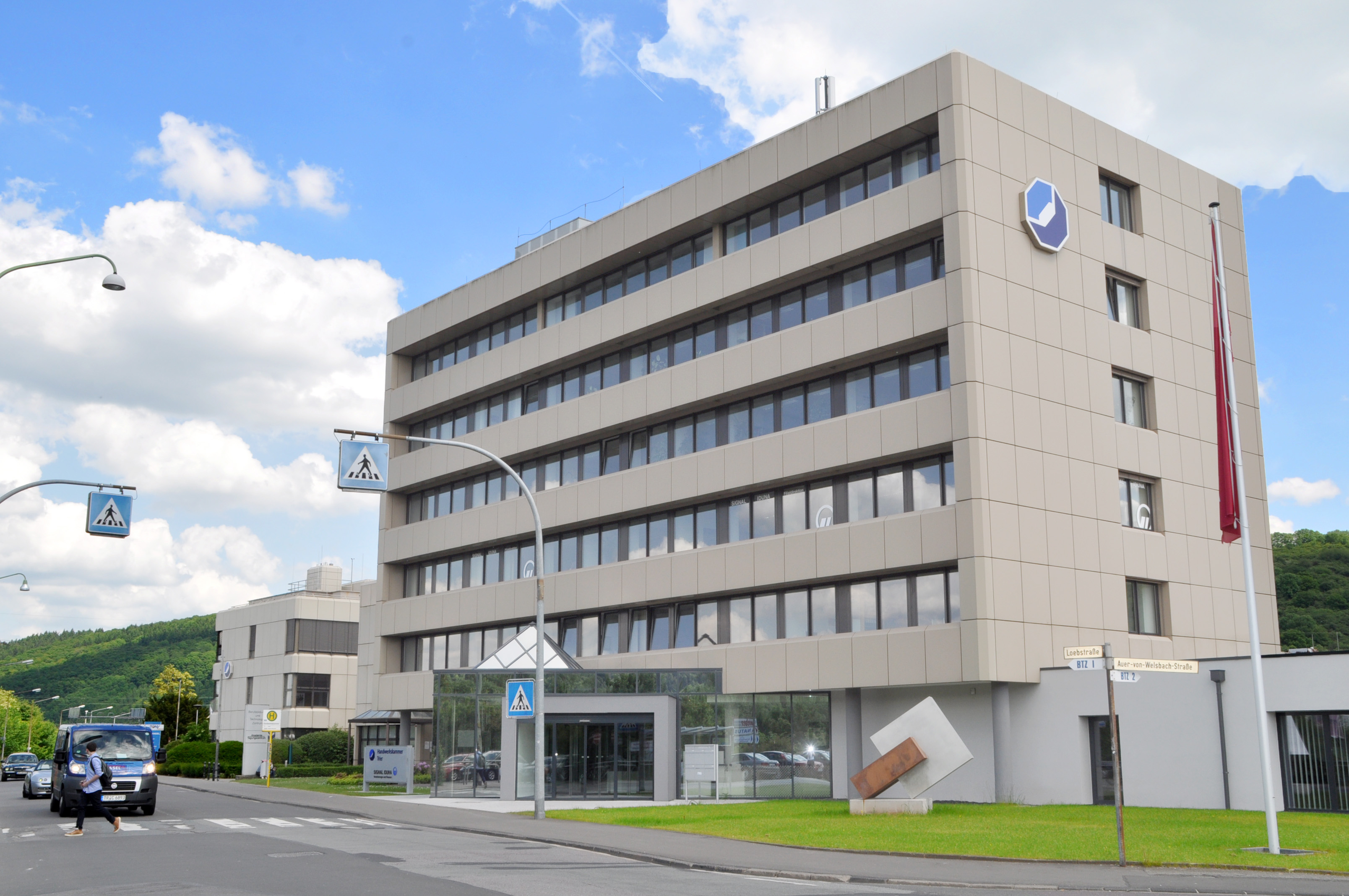
Gebäude der Handwerkskammer Trier, Loebstraße 18, 54292 Trier nach dem Umbau im Jahr 2012. Im Vordergrund zu sehen der neue Eingangsbereich sowie die Kunstplastik "Fügung".

Die Handwerkskammer Trier ist eine von 53 Handwerkskammern in Deutschland.
Der Kammerbezirk mit der kreisfreien Stadt Trier und den Landkreisen Bernkastel-Wittlich, Bitburg-Prüm, Vulkaneifel und Trier-Saarburg entspricht dem Gebiet der Planungsregion Trier (ehemaliger Regierungsbezirk Trier).

## Aufgaben
Als Körperschaft des öffentlichen Rechts nimmt sie die ihr übertragenen, staatlichen Aufgaben wahr.
Die Handwerkskammer Trier vertritt ferner die Interessen der etwa 7.000 angeschlossenen Handwerksbetriebe und Handwerker im Kammerbezirk, die ca. 37.000 Mitarbeiter beschäftigen, etwa 3.000 Lehrlinge ausbilden und einen Umsatz von ca. 4,2 Mrd. EUR erwirtschaften (Stand Ende 2020). Im Rahmen der Mitgliedschaft in der Arbeitsgemeinschaft der rheinland-pfälzischen Handwerkskammern, dem Deutschen Handwerkskammertag (DHKT) sowie im Zentralverband des deutschen Handwerks (ZDH) wirkt die Handwerkskammer Trier an Gesetzesinitiativen mit, nimmt schriftlich und bei Anhörungen zu allen handwerksrelevanten Gesetzesentwürfen Stellung und macht eigene Vorschläge zur Verbesserung der politischen Rahmenbedingungen.
Im Besonderen bringt sich die Handwerkskammer Trier in wirtschaftspolitische Initiativen des Landes Rheinland-Pfalz und der Region Trier ein. Sie pflegt den Kontakt zu Parlamenten und Behörden, führt Wirtschaftsbeobachtungen durch, erstellt daraus Statistiken und Konjunkturberichte und führt eine umfangreiche Presse- und Öffentlichkeitsarbeit für das Handwerk durch.
Zum Dienstleistungsangebot der Handwerkskammer Trier gehören Beratungsleistungen in den Bereichen Ausbildung, Unternehmensführung, Organisation, Umwelt und Technologietransfer. Zudem arbeitet die Handwerkskammer eng mit den Kreishandwerkerschaften Trier-Saarburg und Mosel-Eifel-Hunsrück-Region (MEHR) zusammen, die die Interessen der 2.000 Innungsbetriebe vertreten.
Ein weiterer Mittelpunkt der Aufgaben der Handwerkskammer Trier ist seit ihrer Gründung am 1. April 1900 die Förderung beruflicher Qualifizierung. Dazu zählen die überbetriebliche Ausbildung sowie die Durchführung von Fortbildungslehrgängen und Meistervorbereitungskursen und das Abhalten von Fachvorträgen. Hierzu stehen zwei Berufsbildungs- und Technologiezentren in Trier und Kenn sowie ein weiteres Bildungszentrum in Gerolstein zur Verfügung.
In diesen Einrichtungen findet ein breites Spektrum von beruflicher Aus- und Fortbildung statt, so etwa die überbetriebliche Lehrlingsunterweisung (ÜLU) und die Weiterbildung zum Handwerksmeister. Eine Vielzahl von Seminaren, Lehrgängen, Berufsvorbereitungen, Vollzeitausbildungen und individuelle Qualifizierungsmaßnahmen, sowohl im gewerblich-technischen als auch im kaufmännischen Bereich, rundet das umfangreiche Angebot in den Bildungszentren ab.
Insgesamt verfügen die Bildungszentren über jeweils etwa 600 praktische Werkstatt- sowie theoretische Unterrichtsplätze.

## Mitgliedschaft
Zur Handwerkskammer gehören die Inhaber eines Betriebs eines Handwerks oder eines handwerksähnlichen Gewerbes des Handwerkskammerbezirks sowie ihre Gesellen, andere Arbeitnehmer mit einer abgeschlossenen Berufsausbildung und die Lehrlinge dieser Gewerbetreibenden. Zur Handwerkskammer gehören auch die Personen aus dem Handwerk, die selbständig eine sog. nicht-wesentliche Tätigkeit eines Handwerks gewerblich ausüben. Das ist im § 90 (Abs. 2 bis 4) der Handwerksordnung festgelegt.

## Organisation
Die Mitglieder der Handwerkskammer entsenden ihre Vertreter in die Vollversammlung, die aus 27 Personen besteht. 18 Vollversammlungsmitglieder vertreten die Selbständigen und 9 die Arbeitnehmer. Die Vollversammlung kann sich durch Zuwahl von höchstens 3 sachverständigen Personen ergänzen. Die Vollversammlung wählt aus ihrer Mitte wiederum den Vorstand, der aus dem Präsidenten, 2 Vizepräsidenten (davon einer von der Arbeitnehmerseite) und 6 weiteren Mitgliedern (davon zwei von der Arbeitnehmerseite) besteht.
Auch die Geschäftsführung, die aus hauptamtlichen Mitarbeitern der Handwerkskammer besteht, wird von der Vollversammlung gewählt. Der Vorstand ist für die Verwaltung der Handwerkskammer verantwortlich.